# Titus Anici
Titus Anici (en llatí Titus Anicius) va ser un magistrat romà del segle i, membre de la gens Anícia. Va acusar Ciceró d'haver-li encarregat la compra de certs béns com a testaferro (54 aC).